# BBL-Pokal 2014
Der Beko BBL-Pokal 2014 war die fünfte Austragung des Pokalwettbewerbs im deutschen Vereinsbasketball der Herren als Ligapokal der ersten Basketball-Bundesliga. Die Organisation dieses Wettbewerbs untersteht dem Ligaverband der Basketball-Bundesliga und ermittelt den deutschen Pokalsieger im Vereinsbasketball der Herren.

## Modus
Für die Qualifikation zu diesem Wettbewerb waren die Ergebnisse in der Hinrunde  der Basketball-Bundesliga 2013/14 entscheidend. Wie im Vorjahr wurde anhand der Ergebnisse der Bundesliga-Hinrunde eine Pokaltabelle eingerichtet, in der die Spiele des Gastgebers des Final Fours keine Berücksichtigung fanden. Neben dem automatisch qualifizierten Gastgeber waren die zusätzlich sechs bestplatzierten Mannschaften dieser Pokaltabelle qualifiziert. Die Paarungen wurden per Losverfahren bestimmt, welches auch über das Heimrecht in der Qualifikationsrunde entschied. Der Sieger beziehungsweise das Weiterkommen im Wettbewerb wurde im K.-o.-System innerhalb eines regulären Basketballspiels ermittelt.
Der Sieger des Wettbewerbs war automatisch qualifiziert für den BEKO BBL Champions Cup zu Beginn der Basketball-Bundesliga 2014/15.

## Austragung
ratiopharm Ulm war als Gastgeber automatisch für das Final Four qualifiziert. Die drei weiteren Plätze für das Finalturnier wurden am 5. Februar 2014 ausgespielt.
Das Final Four fand am 29. und 30. März 2014 in Ulm statt.
| Viertelfinale | Viertelfinale         | Viertelfinale |    |                | Halbfinale        | Halbfinale | Halbfinale        |                  |                  | Finale           | Finale | Finale |
|               |                       |               |    |                |                   |            |                   |                  |                  |                  |        |        |
| H             | Gastgeber             |               |    |                |                   |            |                   |                  |                  |                  |        |        |
| 7*            | ratiopharm Ulm        |               |    |                |                   |            |                   |                  |                  |                  |        |        |
|               |                       |               | 7* | ratiopharm Ulm | 90                |            |                   |                  |                  |                  |        |        |
|               |                       |               |    | 1              | FC Bayern München | 72         |                   |                  |                  |                  |        |        |
| 1             | FC Bayern München     | 76            |    |                |                   |            |                   |                  |                  |                  |        |        |
| 6             | Artland Dragons       | 61            |    |                |                   |            | Endspiel          | Endspiel         | Endspiel         |                  |        |        |
|               |                       |               | 7* | ratiopharm Ulm | 80                |            |                   |                  |                  |                  |        |        |
|               |                       |               |    | 3              | ALBA Berlin       | 86         |                   |                  |                  |                  |        |        |
| 3             | ALBA Berlin           | 88            |    |                |                   |            |                   |                  |                  |                  |        |        |
| 5             | Telekom Baskets Bonn  | 87            |    |                |                   |            |                   |                  |                  |                  |        |        |
|               |                       |               | 3  | ALBA Berlin    | 83                |            |                   |                  |                  |                  |        |        |
|               |                       |               |    | 2              | Brose Baskets     | 67         |                   | Spiel um Platz 3 | Spiel um Platz 3 | Spiel um Platz 3 |        |        |
| 4             | EWE Baskets Oldenburg | 83            |    |                |                   | 1          | FC Bayern München | 73               |                  |                  |        |        |
| 2             | Brose Baskets         | 90            |    |                |                   |            | 2                 | Brose Baskets    | 79               |                  |        |        |
|               |                       |               |    |                |                   |            |                   |                  |                  |                  |        |        |

* Platzierung nach der Hinrundentabelle der Basketball-Bundesliga. Bei den anderen Mannschaften ist jeweils die Platzierung der Pokaltabelle angegeben.

## Siegermannschaft
| Spieler | Spieler            | Spieler                    | Spieler    | Spieler | Spieler | Spieler                 |
| Nr.     | Nat.               | Name                       | Geburt     | Größe   | Info    | Letzter Verein          |
| ------- | ------------------ | -------------------------- | ---------- | ------- | ------- | ----------------------- |
|         |                    | Guards (PG, SG)            |            |         |         |                         |
| 5       | /                  | David Logan                | 26.12.1982 | 1,83 m  |         | Maccabi Tel Aviv        |
| 11      | /                  | Akeem Vargas               | 29.04.1990 | 1,92 m  |         | BG Göttingen            |
| 19      | Nordmazedonien     | Vojdan Stojanovski         | 09.12.1987 | 1,94 m  | A-Nat.  | BK Donezk               |
| 25      | Vereinigte Staaten | Cliff Hammonds             | 18.12.1985 | 1,91 m  |         | KK Igokea Aleksandrovac |
|         |                    | Forwards (SF, PF)          |            |         |         |                         |
| 6       | Deutschland        | Sven Schultze              | 11.08.1978 | 2,06 m  | (C)     | Carife Ferrara          |
| 7       | /                  | Alex King                  | 20.02.1985 | 2,00 m  | A-Nat.  | s.Oliver Baskets        |
| 14      | /                  | Levon Kendall              | 04.07.1984 | 2,09 m  | A-Nat.  | Blu:sens Monbus         |
| 15      | Vereinigte Staaten | Reggie Redding             | 18.07.1988 | 1,96 m  |         | WALTER Tigers Tübingen  |
| 22      | Deutschland        | Jan-Hendrik Jagla          | 25.06.1981 | 2,13 m  |         | Bayern München          |
|         |                    | Center (C)                 |            |         |         |                         |
| 18      | Deutschland        | Jonas Wohlfarth-Bottermann | 20.02.1990 | 2,08 m  |         | Telekom Baskets Bonn    |
| 34      | Kroatien           | Leon Radošević             | 24.07.1983 | 2,08 m  |         | Lietuvos rytas Vilnius  |

| Trainer     | Trainer        | Trainer          |
| Nat.        | Name           | Position         |
| ----------- | -------------- | ---------------- |
| Serbien     | Saša Obradović | Cheftrainer      |
| Deutschland | Mauricio Parra | Trainerassistent |
| /           | Mithat Demirel | Sportdirektor    |

| Legende               | Legende                    |
| Abk.                  | Bedeutung                  |
| --------------------- | -------------------------- |
| A-Nat.                | Nationalspieler (Erstland) |
| (C)                   | Mannschaftskapitän         |
| Stand: Ende März 2014 |                            |

| Legende               | Legende                    |
| Abk.                  | Bedeutung                  |
| --------------------- | -------------------------- |
| A-Nat.                | Nationalspieler (Erstland) |
| (C)                   | Mannschaftskapitän         |
| Stand: Ende März 2014 |                            |

Nicht eingesetzt wurden Ismet Akpinar und der verletzte Bar Timor. Ferner gehörten Sebastian Fülle und David Herwig zum Kader.